# Kerkopi

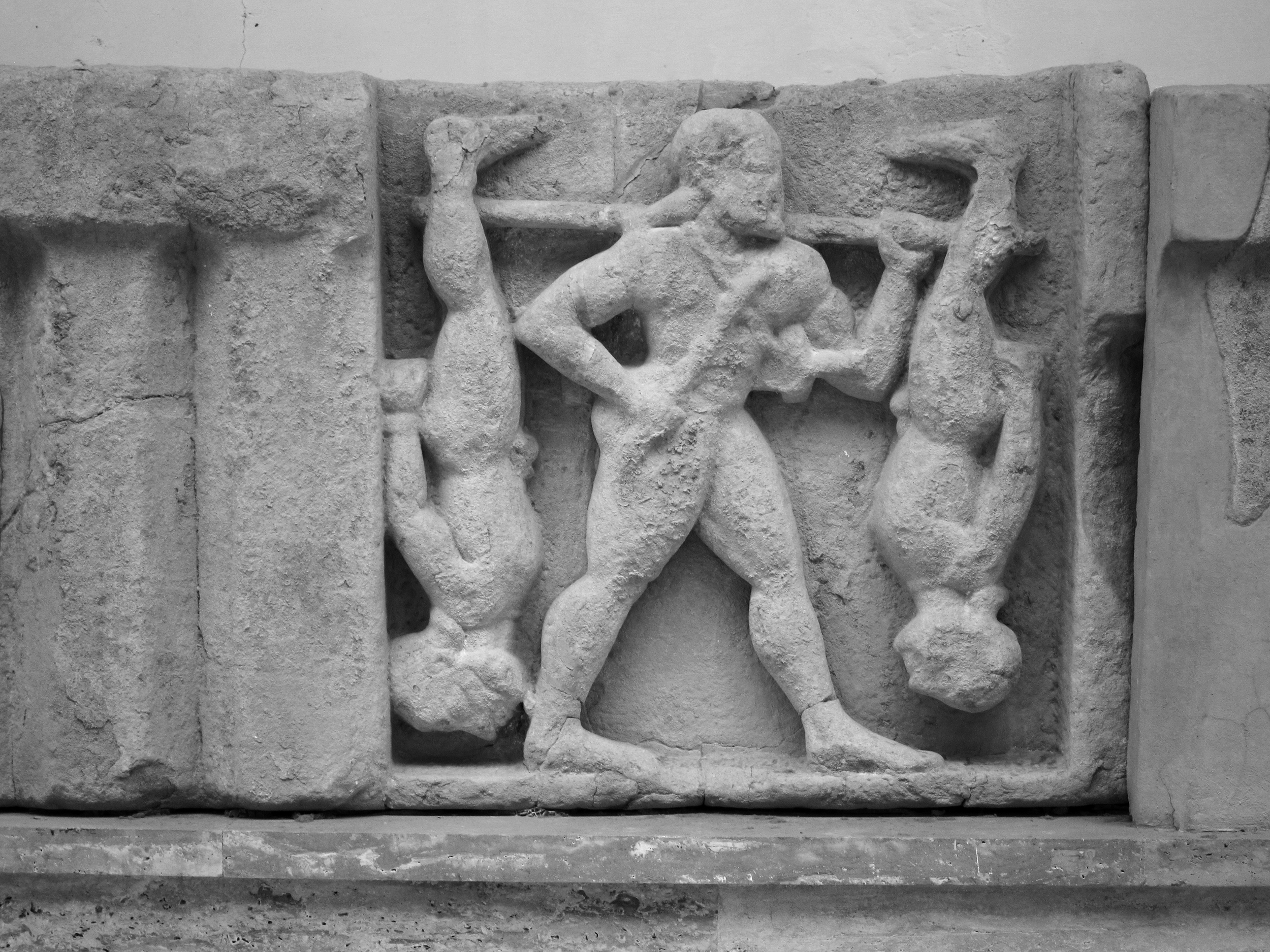
Herakles z powieszonymi Kerkopami (metopa ze świątyni Hery w Paestum)

Kerkopi, Kerkopowie (gr. Κέρκωπες Kérkōpes – dosł. „Ogoniaści”, łac. Cercopes) – dwaj bracia, demoniczni synowie Tei i Okeanosa.
Byli rozbójnikami grabiącymi i mordującymi wędrowców. Zaatakowali Heraklesa, któremu chcieli ukraść broń. Ten pokonawszy ich zawiesił na drągu. Wtedy zauważyli, że heros ma czarny tyłek. Rozśmieszyło to Heraklesa i zgodził się ich wypuścić. W innym wariancie dostarczył ich królowej Omfale. Nadal jednak zajmowali się zbójnictwem. Wtedy rozgniewany Zeus zamienił ich w małpy i zesłał na Pitekuzy, czyli „Małpie Wyspy”. Niekiedy łączeni byli z Efezem lub jak u Herodota z Termopilami.